# Annette Zwahr
Annette Zwahr (* 16. Oktober 1942 in Radebeul) ist eine deutsche  Enzyklopädistin.

## Werdegang
Zwahr promovierte 1980 an der Universität Leipzig mit einer Arbeit „Zur Politik der Bourgeoisie Sachsens von Februar bis September 1848“. Von 1993 bis 2007 arbeitete sie in der Leipziger Brockhaus-Lexikonredaktion. Unter ihrer Leitung entstanden zahlreiche Lexika, darunter auch die 21. Auflage der Brockhaus-Enzyklopädie.
Sie ist mit dem Historiker Hartmut Zwahr verheiratet.

## Auszeichnungen
- 2007: Bundesverdienstkreuz am Bande[1]